# 遊佐幸平
遊佐 幸平（ゆさ こうへい、1883年7月25日 - 1966年11月25日）は、日本の陸軍軍人。「馬の神様」と称された馬術家であった。陸軍騎兵少尉として日露戦争に出征して戦功を挙げ、個人感状を授与された。個人技としての馬術、調教にも優れたが、馬政方面でも功績があった。最終階級は陸軍少将。

## 略歴
- 1883年（明治16年）- 宮城県鳴子村湯元（のち大崎市鳴子温泉湯元）に生まれる。
- 1901年（明治34年）7月 - 仙台陸軍幼年学校卒業（2期）。
- 1904年（明治37年）10月 - 陸軍士官学校卒業（16期）。
- 1904年（明治37年）11月 - 騎兵少尉。
- 1907年（明治40年）- 騎兵中尉。
- 1914年（大正3年）- 騎兵大尉。
- 1917年（大正6年）- 陸軍騎兵学校馬術教官。
- 1921年（大正10年）- 騎兵少佐。
- 1925年（大正14年）- 騎兵中佐。
- 1928年（昭和3年） - 1928年アムステルダムオリンピック馬場馬術個人28位。
- 1930年（昭和5年） - 騎兵大佐。
- 1932年（昭和7年） - 1932年ロサンゼルスオリンピック馬術役員。
- 1935年（昭和10年） - 少将。
- 1936年（昭和11年） - 1936年ベルリンオリンピック馬術役員。
- 1937年（昭和12年） - 軍馬補充部本部長。
- 1938年（昭和13年） - 予備役。満州国馬政局長。
- 1947年（昭和22年）11月28日 -公職追放仮指定を受けた[2]。
- 1952年（昭和27年） - 1952年ヘルシンキオリンピックの日本選手団馬術監督。
- 1955年（昭和30年） - 紫綬褒章受章。
- 1956年（昭和31年） - 1956年メルボルンオリンピックの日本選手団馬術団長。

## 栄典
- 1904年（明治37年）12月8日 - 正八位[3]

## 著作

### 自著
- 『馬術及馬事』朝香屋書店、1921年4月4日（再版：菊地屋書店、1932年11月24日）
- 『遊佐馬術』羽田書店、1940年2月8日（再版：遊佐会〈前編・後編〉、1959年 / 第一出版、1966年）
  - 『続・遊佐馬術』羽田書店、1943年11月20日
- 『御相随筆』菊地屋書店、1932年11月25日
- 『馬政局執務参考資料』満洲国馬政局、1941年6月
  - 〈第5号〉「日本馬産ニ活躍セル中重種」
  - 〈第6号〉「満洲国と「オルローフ・トロツター」」
  - 〈第7号〉「ポスチエブルトン種」（兼松満造と共著）
  - 〈第8号〉「満州の馬産」
- 『馬事論叢』羽田書店、1943年3月30日
- 『馬狂放談』那須書店、1958年12月5日

### 翻訳
- 『フィリス氏の馬術』春陽堂、1929年9月13日